# Manuskrypt paryski B

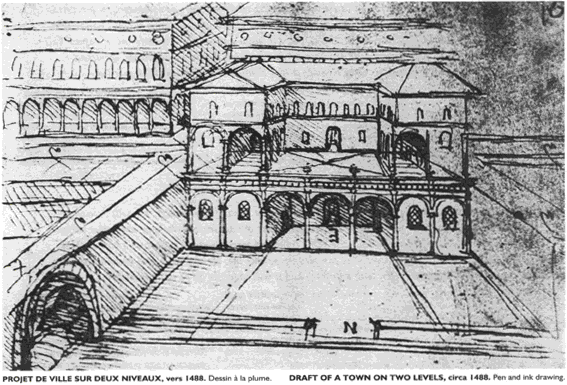
Projekt idealnego miasta

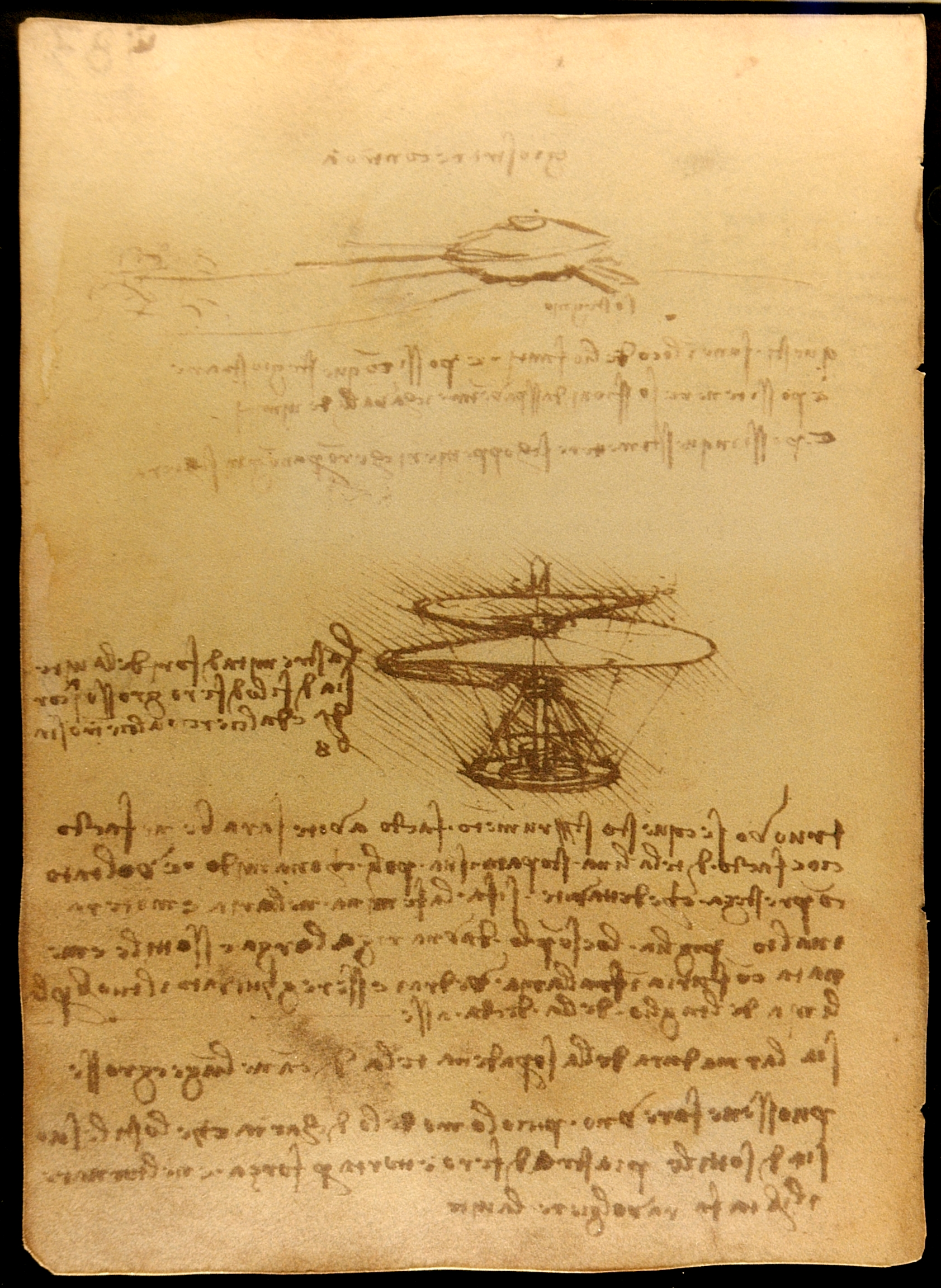
Projekt śruby powietrznej

Manuskrypt paryski B – najstarszy zbiór notatek Leonarda da Vinci datowany na lata 1488–1490. Znajduje się w Institut de France. Jego wymiary wynoszą 231 × 167 mm. Liczy 84 karty.
Tematyka notatnika jest różnorodna. Są tam informacje o architekturze, w tym projekt idealnego miasta oraz projekty kościołów i plany przebudowy zamku Sforzów. Są także zapiski o technice wojskowej: projekty śruby powietrznej, działa parowego z miedzi, szkielet liry, a także łodzi podwodnej i okrętów służących do ataku z zaskoczenia. Projekty maszyn powstały specjalnie z myślą o spotkaniu z Ludwikiem Sforzą w 1482 roku. W zeszycie znalazły się również pierwsze projekty ornitoptera.
Zeszyt zachował się w pierwotnej welinowej oprawie, z klapką zapinaną na kołek i pętlę. Nie naruszono tekstów. Początkowo notatnik składał się ze stu kart, jednak ok. 1840 roku hrabia Libri wyciął z niego ostatnie dziesięć kart, które następnie kupił lord Ashburnham. Wycięte strony przywieziono do Paryża, ale oprawiono je osobno.